# 7351 Yoshidamichi
7351 Yoshidamichi este un asteroid din centura principală de asteroizi.

## Descriere
7351 Yoshidamichi este un asteroid din centura principală de asteroizi. A fost descoperit pe 12 decembrie 1993 la Oizumi de Takao Kobayashi. El prezintă o orbită caracterizată de o semiaxă mare de 2,56 ua, o excentricitate de 0,06 și o înclinație de 6,5° în raport cu ecliptica.